# Magyarnándor
Magyarnándor é um município da Hungria, situado no condado de Nógrád. Tem 18,67 km² de área e sua população em 2015 foi estimada em 1.010 habitantes.